# Myawaddy Mingyi U Sa
Myawaddy Mingyi U Sa (birman : မြဝတီမင်းကြီး ဦးစ) était un poète, compositeur, dramaturge, général et homme d'état de la dynastie Konbaung. Dans une carrière qui s'étala sur six décennies, il servit quatre rois de différentes manières, il fut longtemps le secrétaire de Bagyidaw. Homme aux multiples talents, il a essentiellement laissé une empreinte par ses contributions innovantes à la musique classique birmane et au drame, ainsi que par ses brillants états de service militaires.

## Carrière artistique
Sa écrivit de nombreuses chants dans des styles différents et issues de traditions elles-aussi différentes. Il écrivit aussi des pièces, ainsi que des traductions du thaï et du javanais, et il réécrivit le Râmâyana thaï, le Ramakien pour en faire le Yama Zatdaw (en) birman. Il développa une nouveau genre de musique pour harpe, le Yodaya (mot birman pour Ayutthaya), codifié dans le Mahāgīta. Il fut  aussi à l'origine de la saung à 13 cordes, et il introduisit le théâtre de marionnettes à la cour.

## Carrière militaire
Il fut aussi un chef militaire capable qui mena le roi Bodawpaya à annexer le Manipur en 1813. Et en tant que commandant de la zone d'Arakan, sous le ordres du général Maha Bandula lors de la première guerre anglo-birmane, il obtint quelques victoires (dont la Battle of Ramu (en)) alors que le reste de l'armée birmane eut des résultats désastreux. Après la guerre, il devint ministre des Armées et obtint un fief à Myawaddy en 1828. Il mena ensuite des missions diplomatiques pour obtenir des Britanniques qu'ils renoncent à leurs prétentions sur la vallée de Kabaw. Il fut emprisonné de 1836 à 1839 par Tharrawaddy Min. Libéré, il poursuivit ses créations artistiques.